# Псарёв, Вадим Александрович
Вадим Александрович Псарёв (23 октября 1936 — 12 января 2019) — советский тренер, Заслуженный тренер СССР (1969).

## Биография
Родился 23 октября 1936 года в городе Харьков.
В первые дни Великой Отечественной войны в шестилетнем возрасте эвакуирован с мамой Клавдией Гавриловной в Усть-Каменогорск. Вскоре переехали в Семипалатинск, где Вадим записался в секцию классической борьбы.
В 1955 году поступил в Казахский институт физической культуры в Алма-Ате (окончил в 1959 году), где продолжил тренировки. Мастер спорта СССР (1958). Представлял общество «Буревестник» (Алма-Ата).
Тренерскую карьеру начал в 1959 году в спортивном обществе «Енбек».
Главный тренер сборной команды СССР с 1966 по 1983 гг.
Главный тренер сборной команды Казахстана по борьбе. Заслуженный тренер Казахстана. В 2014 году включён в Зал славы FILA.
Судья всесоюзной категории (1968).
Профессор кафедры борьбы Казахской академии спорта и туризма.
Скончался 12 января 2019 года. Похоронен на Центральном кладбище Алма-Аты.

## Известные воспитанники
- Бакулин, Владимир Николаевич (1939—2012) — призёр чемпионатов СССР, чемпион Европы и мира, призёр Олимпийских игр, Заслуженный мастер спорта СССР.
- Дециев, Бисолт Османович (1964) — чемпион СССР и Европы, обладатель Кубков СССР и мира, призёр чемпионата Азии, мастер спорта СССР международного класса.
- Назаренко, Анатолий Иванович (1948) — чемпион и призёр чемпионатов СССР, Европы и мира, призёр Олимпийских игр, Заслуженный мастер спорта СССР.
- Резанцев, Валерий Григорьевич (1946) — чемпион СССР, Европы, мира, Олимпийских игр, Заслуженный мастер спорта СССР.
- Ушкемпиров, Жаксылык Амиралыулы (1951—2020) — чемпион и призёр чемпионатов СССР, призёр чемпионата Европы, чемпион мира и Олимпийских игр, Заслуженный мастер спорта СССР.

## Награды
- Орден Трудового Красного Знамени (1976)
- Орден «Знак Почёта» (1970)
- Орден Дружбы народов (1980)
- Орден Парасат (10.12.2001)[6]
- Золотой орден Национального олимпийского комитета Казахстана[7]

## Семья
Жена Ирина Иосифовна, сын Олег.